# Billy Wilder

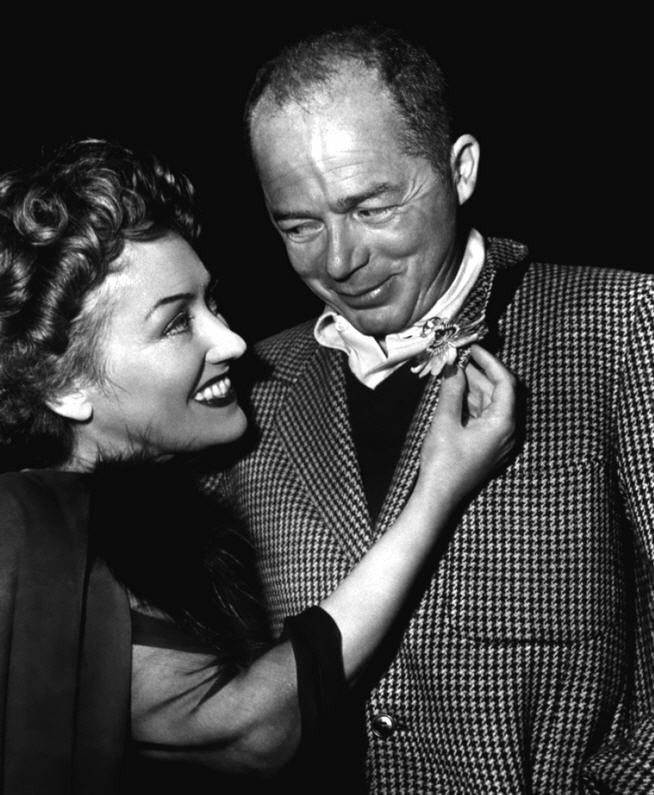
Gloria Swanson & Billy Wilder

Billy Wilder (22. června 1906 Sucha, Halič, Rakousko-Uhersko – 27. března 2002 Beverly Hills, Kalifornie, USA) byl americký filmový scenárista a režisér židovského původu, který je dnes považován za jednoho z největších klasiků amerického filmu. Jedná se o šestinásobného držitele ceny Americké filmové akademie Oscar.

## Biografie
Narodil se jako Samuel Wilder 22. června 1906 v Sucha v Rakousko-Uhersku (dnešní Polsko). Studoval nejprve práva ve Vídni a živil se při tom jako filmový kritik a novinář. Od roku 1926 se datuje jeho spolupráce s americkým jazzmanem Paulem Whitemanem a i v Berlíně pracoval jako novinář. Od roku 1929 začal spolupracovat i s německými filmaři. V Německu pracoval zprvu jakožto scenárista a pomocný režisér. V roce 1929 napsal scénář k významnému německému dokumentárnímu snímku Lidé v neděli (Menschen am Sonntag; 1930). Jako scenárista spolupracoval také na snímcích Emil a detektivové (Emil und die Detektive; 1931) a kriminální komedii O čem ženy sní (Was Frauen träumen; 1933). Kvůli nástupu Adolfa Hitlera k moci přesídlil v roce 1934 nejprve do Francie, kde režijně debutoval filmem Postrach Paříže (Mauvaise graine; 1934), a zakrátko poté do USA, neboť pocházel z židovské rodiny. Jeho matka, babička a nevlastní otec byli zavražděni za 2. světové války v Osvětimi. V USA si nejprve získal jméno jako scenárista. Napsal scénáře k úspěšným filmům jako Osmá žena Modrovousova (Bluebeard's Eighth Wife; 1938), Ninočka (Ninotchka; 1939), Brána ke štěstí (Hold Back the Dawn; 1941) a jiné, často ve spolupráci s Charlesem Brackettem, s nímž pak spolupracoval 20 let. Od roku 1939 je pak datována jeho trvalá spolupráce pro hollywoodská studia firmy Paramount Pictures. Jako režisér se prosadil v roce 1943 s filmem Pět hrobů u Káhiry (Five Graves to Cairo; 1943), vyprávějícím o bojích Spojenců v severní Africe. V následujících letech vytvořil sérii psychologických snímků - Pojistka smrti (Double Indemnity; 1944) podle scénáře Raymonda Chandlera, studii muže, který propadl démonu alkoholu Ztracený víkend (The Lost Weekend; 1945) nebo příběh stárnoucí hvězdy němého filmu Sunset Blvd. (Sunset Blvd.; 1950).

## Filmografie (výběr)
- Kamaráde, kamaráde (Buddy Buddy; 1981)
- Fedora (Fedora; 1978)
- Na titulní straně (The Front Page; 1974)
- Nebožtíci přejí lásce (Avanti!; 1972)
- Soukromý život Sherlocka Holmese (The Private Life of Sherlock Holmes; 1970)
- Štístko (The Fortune Cookie; 1966)
- Líbej mne, hlupáčku (Kiss Me, Stupid; 1964)
- Sladká Irma (Irma la Douce; 1963)
- Raz, dva, tři (One, Two, Three; 1961)
- Byt (The Apartment; 1960)
- Někdo to rád horké (Some Like It Hot; 1959)
- Odpolední láska (Love in the Afternoon; 1957)
- Přelet přes oceán (Spirit of St. Louis; 1957)
- Svědek obžaloby (Witness for the Prosecution; 1957)
- Slaměný vdovec (The Seven Year Itch; 1955)
- Sabrina (Sabrina; 1954)
- Stalag 17 (Stalag 17; 1953)
- Eso v rukávu (Ace in the Hole; 1951)
- Sunset Blvd. (Sunset Blvd.; 1950)
- Císařský valčík (The Emperor Waltz; 1948)
- Zahraniční aféra (A Foreign Affair; 1948)
- Ztracený víkend (The Lost Weekend; 1945)
- Pojistka smrti (Double Indemnity; 1944)
- Pět hrobů u Káhiry (Five Graves to Cairo; 1943)
- Zuzanka v nesnázích (The Major and the Minor; 1942)